# Pila zinco-carbone
La pila zinco-carbone è un tipo di batteria primaria (non ricaricabile) che utilizza un elettrodo di zinco come anodo, una pasta di biossido di manganese (MnO₂) come catodo e un elettrolita a base di cloruro di ammonio (NH₄Cl) o cloruro di zinco (ZnCl₂). È tra le tecnologie di batterie più antiche e diffuse, sviluppate alla fine del XIX secolo, e rappresentano una versione migliorata delle pile Leclanché.

## Composizione e Struttura
- Anodo: una custodia cilindrica di zinco, che funge sia da contenitore che da elettrodo negativo.
- Catodo: una miscela di biossido di manganese e carbone (grafite), che facilita la conduzione degli elettroni.
- Elettrolita: una pasta umida composta da cloruro di ammonio o cloruro di zinco, che permette il flusso di ioni tra anodo e catodo.
- Separatore: uno strato poroso (di carta o materiale simile) che isola fisicamente anodo e catodo, impedendo cortocircuiti ma consentendo il passaggio degli ioni.

## Principio di Funzionamento
Quando la batteria è in uso, lo zinco si ossida, liberando elettroni e formando ioni di zinco. Gli elettroni viaggiano attraverso il circuito esterno, mentre il biossido di manganese nel catodo viene ridotto, completando la reazione elettrochimica.

## Caratteristiche
- Tensione nominale: 1,5 V.
- Capacità: generalmente inferiore rispetto alle batterie alcaline, con valori tipici tra 1.000 e 2.000 mAh (per una batteria formato AA).
- Costo: molto economiche, il che le rende popolari per dispositivi a basso consumo.
- Prestazioni: funzionano bene in applicazioni a basso assorbimento di corrente, ma mostrano un rapido calo di tensione sotto carichi elevati.

## Svantaggi
- Durata limitata: tendono a scaricarsi più rapidamente rispetto ad altre tecnologie.
- Resistenza interna alta: ciò causa una riduzione della capacità disponibile con carichi elevati.
- Tendenza a perdite: le batterie al carbone-zinco possono sviluppare perdite di elettrolita con il tempo, specialmente se non utilizzate correttamente.

## Applicazioni
Sono utilizzate principalmente in dispositivi a basso consumo, come telecomandi, orologi da parete, torce economiche e giocattoli.
Pur essendo state in parte sostituite dalle batterie alcaline e da altre tecnologie più avanzate, rimangono una scelta comune per applicazioni non critiche grazie al loro basso costo.